# Ізотопологи
Ізотопологи — це молекули речовини, які відрізняються між собою лише своєю ізотопною композицією. Іншими словами, ізотополог певної хімічної речовини має щонайменше один атом із числом нейтронів, відмінним від типового (найбільш поширеного) значення для даного хімічного елемента.
Яскравим прикладом є вода, деякими, пов'язаними з воднем, ізотопологами якої є: 
- «легка вода» (HOH або H2O)
- «напівважка вода» із дейтерієвим ізотопом у рівній пропорції до протію (HDO або 1H2HO)
- «важка вода» із двома дейтерієвими ізотопами водню на молекулу (D2O або 2H2O)
- «надважка вода» або тритієва вода (T2O або 3H2O), де місце атомів гідрогену займають тритієві ізотопи.

До ізотопологів води, пов'язаних із оксигеном, належить загальнодоступна форма води із вмістом важких атомів кисню (H218O), а також варіант, який набагато важче піддається відокремленню — із ізотопом кисню 17O. Обидва елементи такої молекули можуть бути замінені відповідними ізотопами, наприклад — у двічі міченій воді, яка використовується для деяких досліджень — D218O.